# Pseudotephritina cribellum
Pseudotephritina cribellum är en tvåvingeart som först beskrevs av Friedrich Hermann Loew 1873.  Pseudotephritina cribellum ingår i släktet Pseudotephritina och familjen fläckflugor. Inga underarter finns listade i Catalogue of Life.